# Langon, Gironde
Langon là một xã trong tỉnh Gironde, thuộc vùng Nouvelle-Aquitaine của nước Pháp, có dân số là 6168 người (thời điểm 1999). Langon nằm cạnh sông Garonne về phía đông-nam của Bordeaux.